# NGC 6067
NGC 6067 je malá ale jasná otevřená hvězdokupa v souhvězdí Pravítka vzdálená přibližně 4 600 světelných let. Objevil ji skotský astronom James Dunlop v roce 1826 při svém pobytu v Parramatta v Novém Jižním Walesu v Austrálii. 

## Pozorování

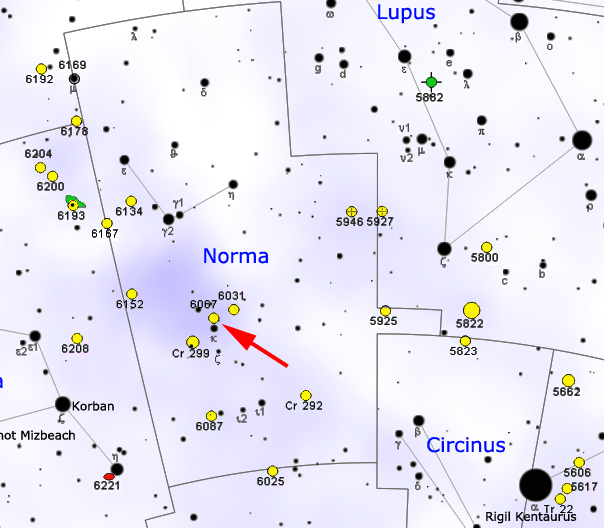
Poloha NGC 6067 v souhvězdí Pravítka

Na obloze se nachází v prostřední části souhvězdí, 4 stupně jižně od dvojice hvězd γ1 a γ2 Normae, v blízkosti velkého oblaku hvězd, který souhvězdí Pravítka vévodí; její pozorování pouhým okem není jednoduché, neboť s tímto jasným oblakem splývá a je třeba použít triedr, aby mohla být nalezena a začala být rozložená na některé hvězdy. Malý hvězdářský dalekohled ji zcela rozloží na desítky jednotlivých hvězd i při malém zvětšení. Její nejjasnější hvězdy jsou 9. magnitudy a přidává se k nim několik desítek slabších hvězd až do 12. magnitudy.
Kvůli její velké jižní deklinaci je hvězdokupa pozorovatelná hlavně z jižní polokoule; na severní polokouli je možné ji pozorovat pouze v blízkosti tropických oblastí. Nejvhodnější období pro její pozorování na večerní obloze je od března do října.

## Historie pozorování
Hvězdokupu nalezl James Dunlop v roce 1826 při svém pobytu v Austrálii, kdy objevil a zapsal do katalogu velké množství hvězdokup, které se nachází na jižní obloze. Později ji znovu pozoroval John Herschel, který ji popsal jako velmi jasný a bohatý objekt tvořený hvězdami s magnitudou 10 a slabšími.

## Vlastnosti
NGC 6067 je velmi bohatá a zhuštěná hvězdokupa nacházející se ve vzdálenosti kolem 4 600 světelných let, tedy uvnitř ramena Střelce Mléčné dráhy. Některé odhady směřují k mírně větší vzdálenosti až do 5 700 světelných let. Její stáří je zhruba 120 milionů let
a ve skutečnosti neobsahuje zvláště hmotné hvězdy ze začátku spektrální klasifikace, protože již dávno vybuchly jako supernovy.
Ve směru hvězdokupy se nachází mnoho cefeid, podobně jako v sousední NGC 6087; mnoho studií se proto zaměřuje na určení, zda jsou opravdovými členy této hvězdokupy, nebo se na ni pouze náhodně promítají. Nejnovější studie potvrdily, že hvězdy QZ Normae a V340 Normae jsou skutečnými členy hvězdokupy, zatímco GU Normae leží v menší vzdálenosti a není s ní spojená.